# Kiyonosuke Marutani
Kiyonosuke Marutani (丸谷 清之介 Marutani Kiyonosuke?) fue un futbolista japonés que se desempeñaba como centrocampista.
Marutani fue elegido para integrar la selección nacional de Japón para los Juegos del Lejano Oriente de 1925, donde disputó un encuentro.

## Trayectoria

### Clubes
| Club     | País  | Año  |
| -------- | ----- | ---- |
| Osaka SC | Japón | ???? |

### Selección nacional
| Selección | País  | Año  |
| --------- | ----- | ---- |
| Absoluta  | Japón | 1925 |

## Estadística de equipo nacional
| Selección de Japón | Selección de Japón | Selección de Japón |
| Año                | Part.              | Goles              |
| ------------------ | ------------------ | ------------------ |
| 1925               | 1                  | 0                  |
| Total              | 1                  | 0                  |